# Méhoudin
Méhoudin è un comune francese di 111 abitanti situato nel dipartimento dell'Orne nella regione della Normandia.

## Società

### Evoluzione demografica
Abitanti censiti